# 麥格尼斯鎮區 (阿肯色州洛諾克縣)
麥格尼斯鎮區（英語：Magness Township）是位於美國阿肯色州洛諾克縣的一個行政鎮區。

## 地方資料
麥格尼斯鎮區的面積為60.55平方千米，當中陸地面積為60.14平方千米，而水域面積為0.41平方千米。根據2010年美國人口普查的數據，當地共有人口5084人，而人口密度為每平方千米83.96人。